# Variable d'instància
Una variable d'instància o membre de dada en programació orientada a objectes és una variable que es relaciona amb una única instància d'una classe.